# Halensee

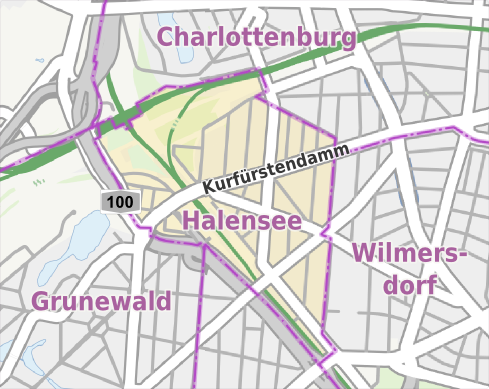
Mappa del quartiere

Halensee è un quartiere di Berlino, appartenente al distretto di Charlottenburg-Wilmersdorf.